# Scott Weinger
Scott Weinger (Nova Iorque, 5 de outubro de 1975) é um ator e produtor norte-americano, conhecido pela interpretação original de Aladdin em diversos filmes, séries e videojogos.

## Biografia
Weinger nasceu na cidade de Nova Iorque de pais judeus, Babs e Elliot Weinger. Ele passou a maior parte dos seus anos de formação em Hollywood, na Flórida. Mudou-se para Los Angeles quando sua carreira começou a se desenvolver.
O seu interesse pela atuação deu-se no terceiro ano escolar, quando um ator fez uma apresentação para o Dia da Carreira. Weinger insistiu aos seus pais para levá-lo a um agente, até que eles se aperceberam de que o filho estava a falar a sério sobre tornar-se num ator. O primeiro trabalho foi um anúncio televisivo para a Ideal Toys.

## Filmografia

### Ator
| Ano  | Título original                                      | Título no Brasil                            | Título em Portugal                                       | Papel                      | Notas |
| ---- | ---------------------------------------------------- | ------------------------------------------- | -------------------------------------------------------- | -------------------------- | ----- |
| 1988 | Police Academy 5: Assignment Miami Beach             | Loucademia de Polícia 5: Missão Miami Beach | Academia de Polícia 5: Missão em Miami                   | Rapaz atacado pelo tubarão |       |
| 1988 | Hemingway                                            |                                             |                                                          | Patrick Hemingway          |       |
| 1989 | Life Goes On                                         |                                             |                                                          | Steve Smith                |       |
| 1990 | The Family Man                                       |                                             |                                                          | Steve Taylor               |       |
| 1991 | Eerie, Indiana                                       |                                             |                                                          | Eddie                      |       |
| 1991 | Full House                                           | Três É Demais                               |                                                          | Steve Hale / Steve Peters  |       |
| 1992 | Aladdin                                              | Aladdin                                     | Aladdin                                                  | Aladdin / Prícipe Ali      | voz   |
| 1994 | The Return of Jafar                                  | O Retorno de Jafar                          | O Regresso de Jafar                                      | Aladdin                    | voz   |
| 1994 | The Shaggy Dog                                       | Felpudo, o Cão Feiticeiro                   | Um Cão Felpudo                                           | Wilby / Felpudo            | voz   |
| 1994 | Aladdin                                              |                                             |                                                          | Aladdin                    | voz   |
| 1995 | Aladdin and the King of Thieves                      | Aladdin e os 40 Ladrões                     | Aladdin e o Rei dos Ladrões                              | Aladdin                    | voz   |
| 1995 | Aladdin on Ice                                       |                                             |                                                          | Aladdin                    | voz   |
| 1998 | Aladdin's Arabian Adventures: Creatures of Invention |                                             |                                                          | Aladdin                    | voz   |
| 1998 | Aladdin's Arabian Adventures: Fearless Friends       |                                             |                                                          | Aladdin                    | voz   |
| 1998 | Aladdin's Arabian Adventures: Magic Makers           |                                             |                                                          | Aladdin                    | voz   |
| 1998 | Aladdin's Arabian Adventures: Team Genie             |                                             |                                                          | Aladdin                    | voz   |
| 1998 | Aladdin's Math Quest (jogo)                          |                                             |                                                          | Aladdin                    | voz   |
| 1999 | Hercules                                             | Hércules                                    |                                                          | Aladdin                    | voz   |
| 2001 | Aladdin in Nasira's Revenge (jogo)                   |                                             |                                                          | Aladdin                    | voz   |
| 2001 | Mickey's House of Villains                           | Os Vilões da Disney                         | A Casa do Rato Mickey - Vilões                           | Aladdin                    | voz   |
| 2001 | House of Mouse                                       | O Point do Mickey                           |                                                          | Aladdin                    | voz   |
| 2002 | Kingdom Hearts (jogo)                                |                                             |                                                          | Aladdin                    | voz   |
| 2003 | Shredder                                             |                                             | Shredder - Morte na Montanha                             | Cole Davidson              |       |
| 2005 | Jasmine's Enchanted Tales: Journey of a Princess     |                                             | Contos Encantados da Jasmine - Aventuras de uma Princesa | Aladdin                    | voz   |
| 2006 | What I Like About You                                | Coisas que Eu Odeio em Você                 | O que Mais Gosto em Ti                                   | Rubin                      |       |
| 2011 | Kinect Disneyland Adventures (jogo)                  |                                             |                                                          | Aladdin                    | voz   |
| 2016 | Fuller House                                         |                                             |                                                          | Steve Hale                 |       |